# Leptoscirtus dubius
Leptoscirtus dubius är en insektsart som beskrevs av Fishelson 1993. Leptoscirtus dubius ingår i släktet Leptoscirtus och familjen gräshoppor. Inga underarter finns listade i Catalogue of Life.